# Bugojno
Bugojno (Servisch: Бугојно) is een stad en gemeente in Bosnië en Herzegovina gelegen aan de rivier Vrbas. Het maakt deel uit van het kanton Centraal-Bosnië van de Federatie van Bosnië en Herzegovina. De stad ligt ongeveer 80 km ten noordwesten van de hoofdstad Sarajevo en heeft naar schatting (2007) 50000 inwoners.
In het westen richting Kupres bevindt zich een regio genaamd Koprivica. Dit enorme bos was het favoriete plekje om te gaan jagen van Josip Broz Tito, de voormalige president van Joegoslavië. Het bos wordt onder andere bewoond door beren, wolven, herten, zwijnen en een overvloed van andere wilde dieren. Jachtverenigingen zijn zeer actief in dit gebied en in het bos zijn vele hutten te vinden van jachtverenigingen. Duboka Valley (diepe vallei) is een populair jaaggebied en de berg Kalin is populair bij natuurliefhebbers.
Tijdens de Oorlog in Bosnië was in Bugojno een Nederlandse militaire basis gevestigd. 
Een gedenksteen ter nagedachtenis aan alle Nederlandse militairen die tijdens vredesoperaties zijn omgekomen, werd onthuld op 2 november 2001

## Geografie
De gemeente van Bugojno heeft een gemiddelde hoogte van 570 meter en een groot deel van de gemeente is bebost. Het gebied is bergachtig met enkele hoge toppen zoals Stozer (1662 m), Kalin (1530 m) en Rudina (1385 m).

## Demografie

### Gemeente
| 1961 | 5.212 | 21,61% | 7.194  | 29,83% | 9.682  | 40,15% | 1.871 | 7,76% | 155 | 0,64% | 24.114  |
| 1971 | 6.295 | 19,76% | 13.050 | 40,96% | 12.040 | 37,79% | 197   | 0,61% | 274 | 0,88% | 31.856  |
| 1981 | 7.458 | 18,65% | 16.214 | 40,56% | 14.187 | 35,49% | 1.731 | 4,33% | 379 | 0,97% | 39.969  |
| 1991 | 8.673 | 18,50% | 19.697 | 42,01% | 16.031 | 34,19% | 1.561 | 3,33% | 927 | 1,98% | 46.889  |
| 2009 | 300   | 0,94%  | 27.000 | 84,91% | 4.500  | 14,15% | -     | -     | -   | -     | ~31.800 |

### Stad
In 1991 had de stad 22.641 inwoners waarvan 6.878 Bosniakken, 6.836 Kroaten, 6.809 Serven, 1.449 Joegoslaven en 669 overigen.

## Economie
Bugojno was ooit een groot industrieel centrum in Bosnië, maar hier is door de oorlog in Bosnië en Herzegovina verandering in gekomen. De bosbouw was altijd al een belangrijk onderdeel van de lokale economie. Het wintertoerisme is de laatste jaren aan het toenemen in Bugojno.

## Galerij

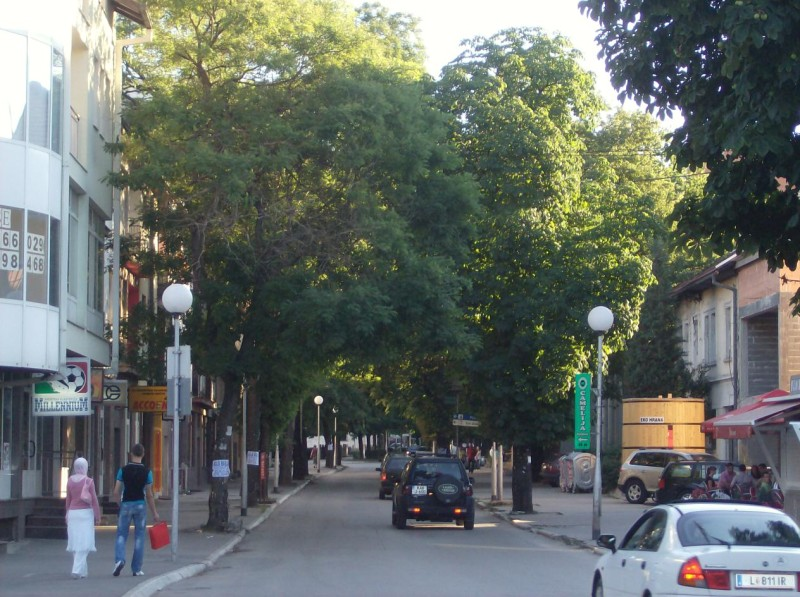
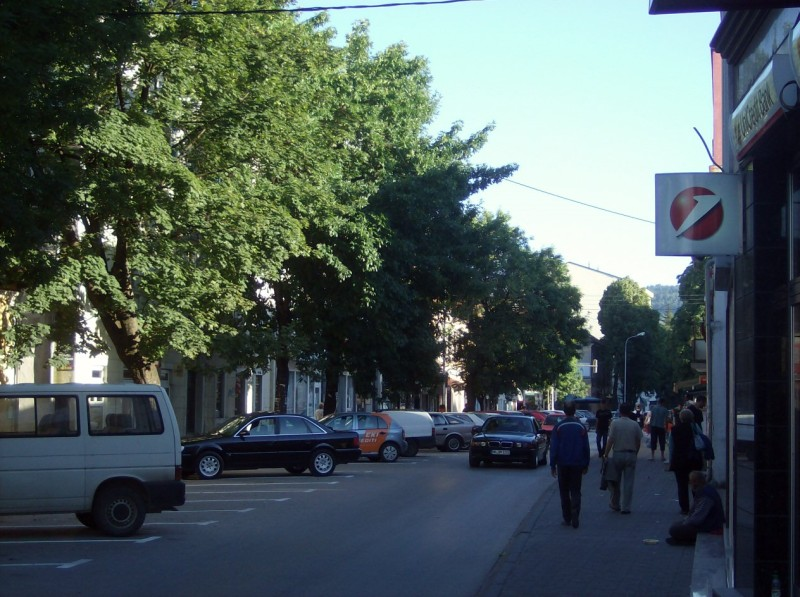
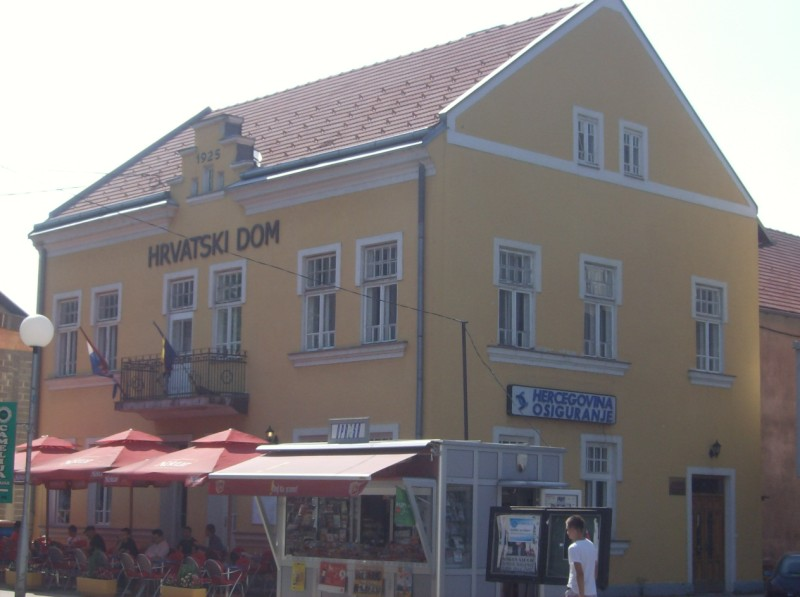
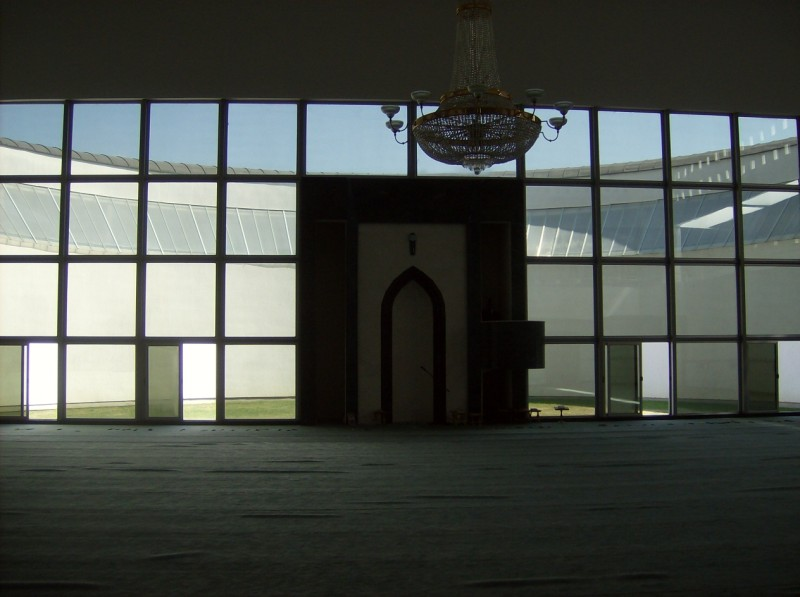
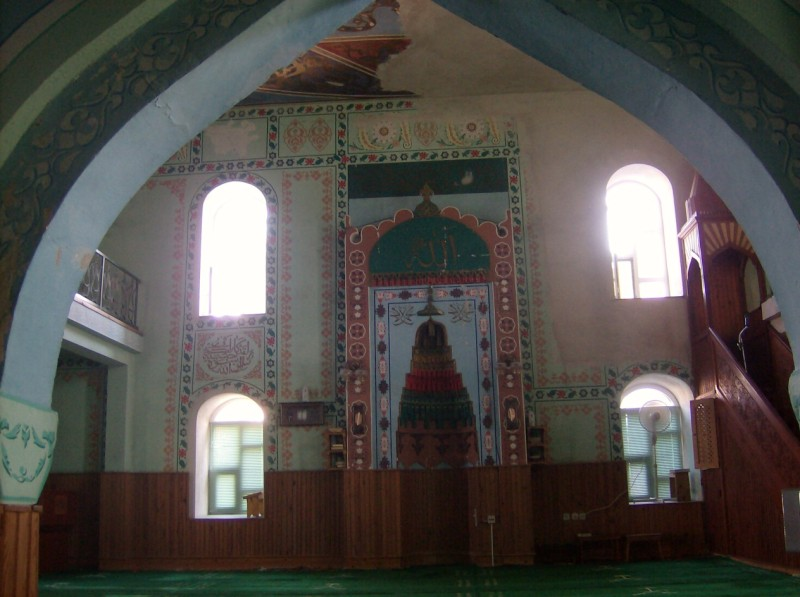
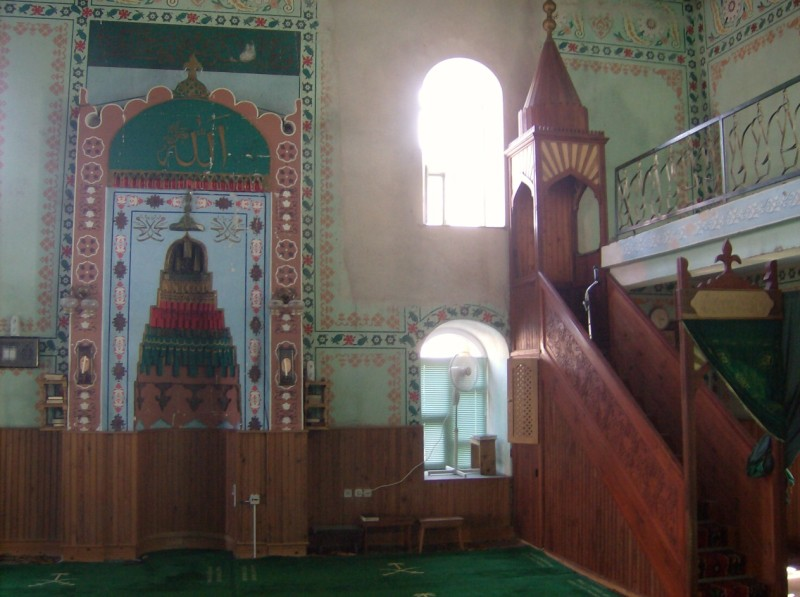
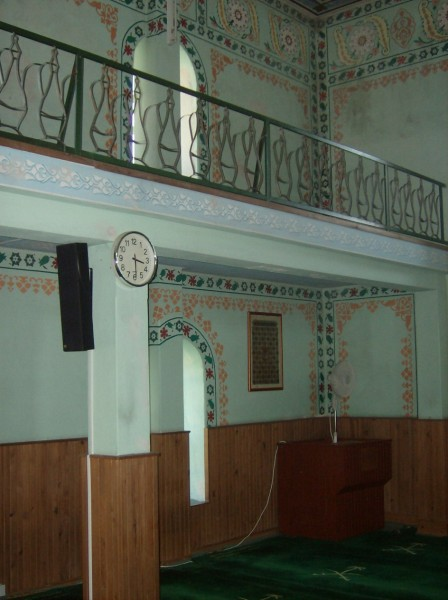
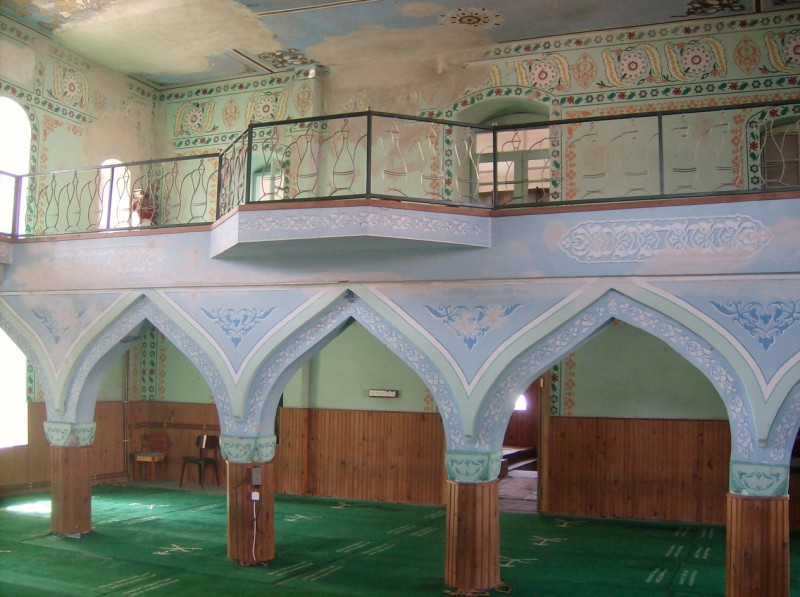
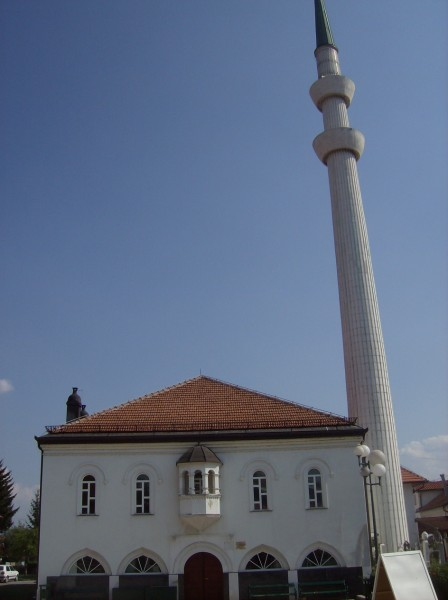
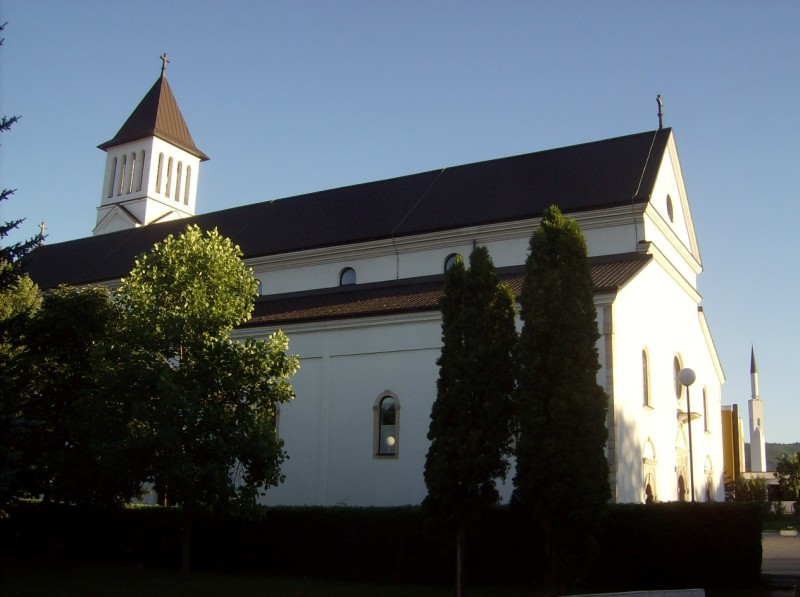
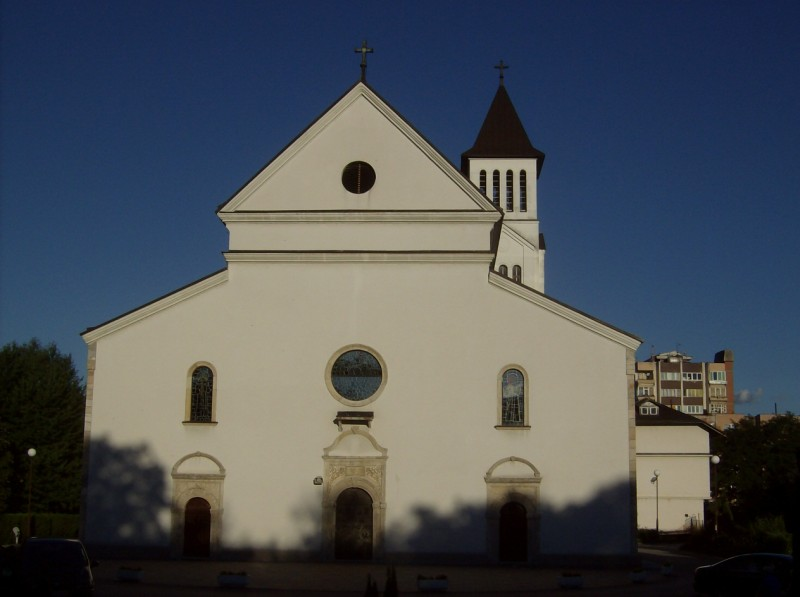
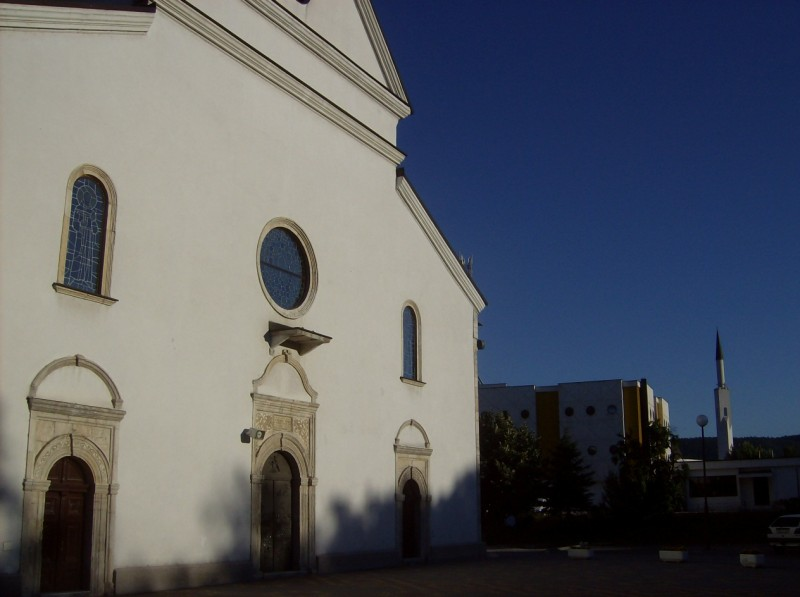
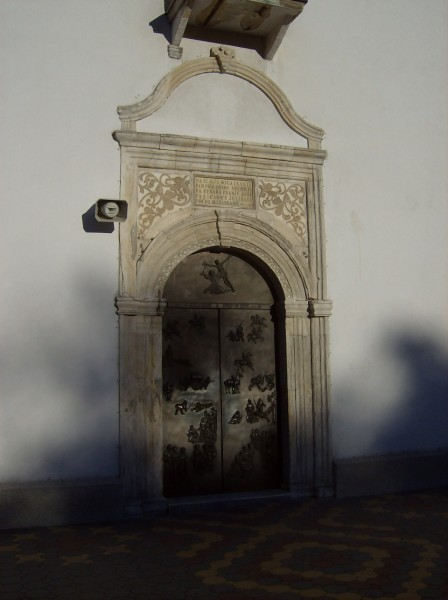

## Sport
De lokale voetbalclub is NK Iskra Bugojno en speelt op het hoogste niveau van de Federatie van Bosnië en Herzegovina. Boven deze voetballeague zit alleen nog de Bosnische Premijer Liga.

## Dutch Base Bugojno
Na afloop van de Bosnische Burgeroorlog was er tussen 1 april 2000 en 1 mei 2006 een Nederlandse SFOR/EUFOR-basis gevestigd: "Dutch Base Bugojno". Op het hoogtepunt waren er zo'n 1200 Nederlandse militairen gelegerd. Daarnaast waren er kleinere Nederlandse bases in het nabijgelegen Novi Travnik en Jajce.

## Geboren
- Tomislav Piplica (1969), Bosnisch voetballer
- Stjepan Tomas (1976), Kroatisch voetballer
- Ermin Zec (1988), Bosnisch voetballer